# Linda Jackson (Managerin)

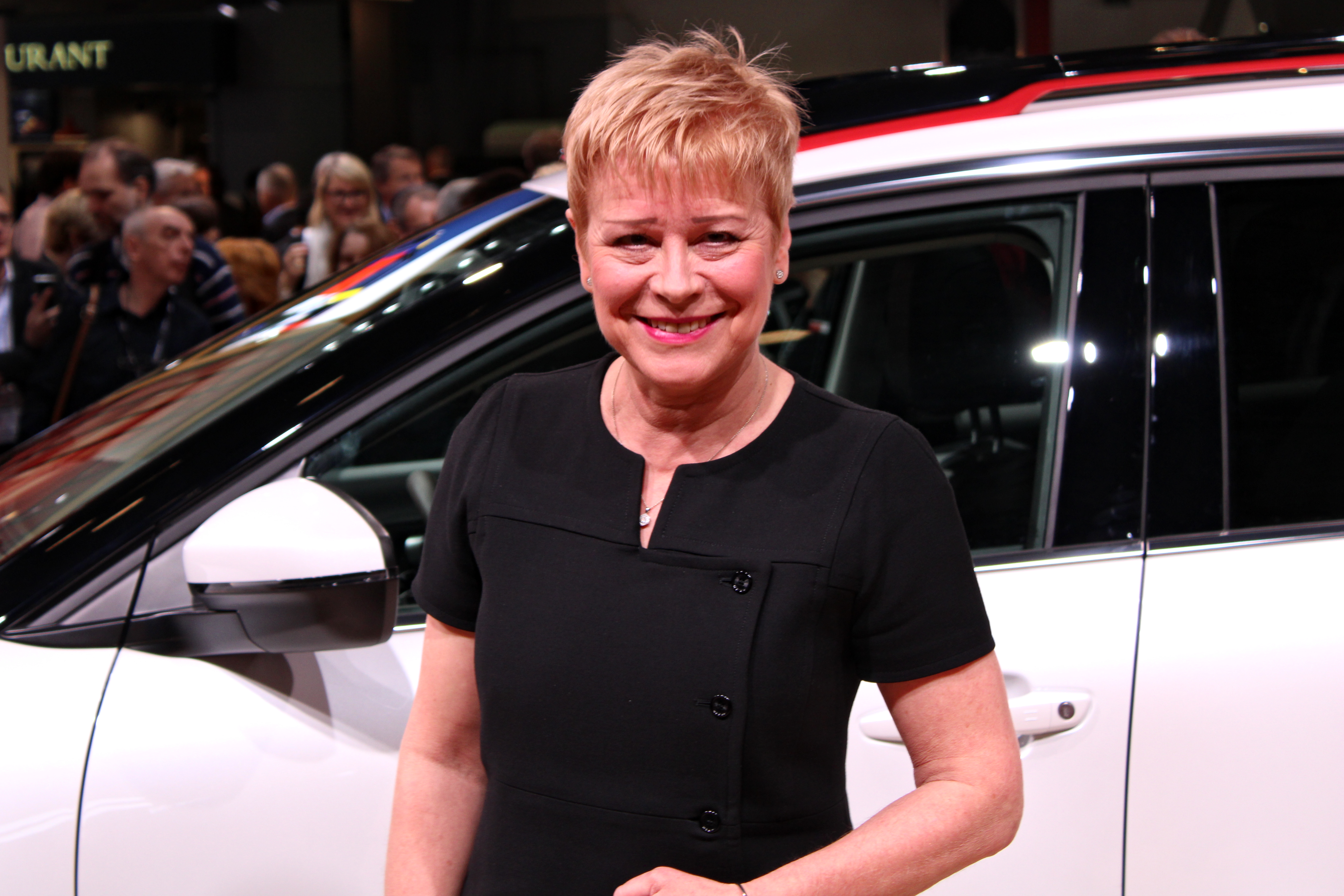
Linda Jackson (2018)

Linda Jackson (* 1959 in Coventry) ist eine britische Managerin. Sie arbeitet seit 14 Jahren als Führungskraft bei PSA Peugeot Citroën, Frankreichs größtem Autohersteller. Im Januar 2021 wurde sie als Nachfolgerin von Jean-Philippe Imparato zum Chief Executive Officer (CEO) mit weltweiter Verantwortung für die Marke Peugeot ernannt. Sie erhielt ihre Beförderung im Zuge der Fusion von PSA mit Fiat Chrysler Automobiles (FCA) zur Automobilholding Stellantis.